# Réseau Centurie
Das Réseau Centurie war das Geheimdienstnetzwerk / der Nachrichtendienst der Organisation Civile et Militaire (OCM). Das Réseau Centurie war eines der wichtigsten militärischen Geheimdienste des Widerstands und man schloss sich den Forces Françaises Libres (FFL) an. Die Organisation Civile et Militaire war eines der größten Widerstandsorganisationen während des 2. Weltkriegs in Frankreich.

## Geschichte
Die Idee dieses Geheimdienstnetzwerk zu gründen hatten Tilly und De Lantivy. Das Réseau wurde durch Colonel Rémy (Gilbert Renault), der aus London nach Frankreich geschickt wurde, und Alfred Touny gegründet bzw. erst später zu einem echten Netzwerk ausgebaut. Marcel Berthelot scheint auch eine führende Rolle im Geheimdienstnetzwerk gespielt zu haben. Die Hauptaufgabe des Reseau Centurie war die Überwachung von Häfen, von Bahnhöfen und des Flugplatzes von Morlaix-Ploujean.  Außerdem wurden abgeschossene, alliierte Piloten eingesammelt und so vor möglichen Verhaftungen geschützt.

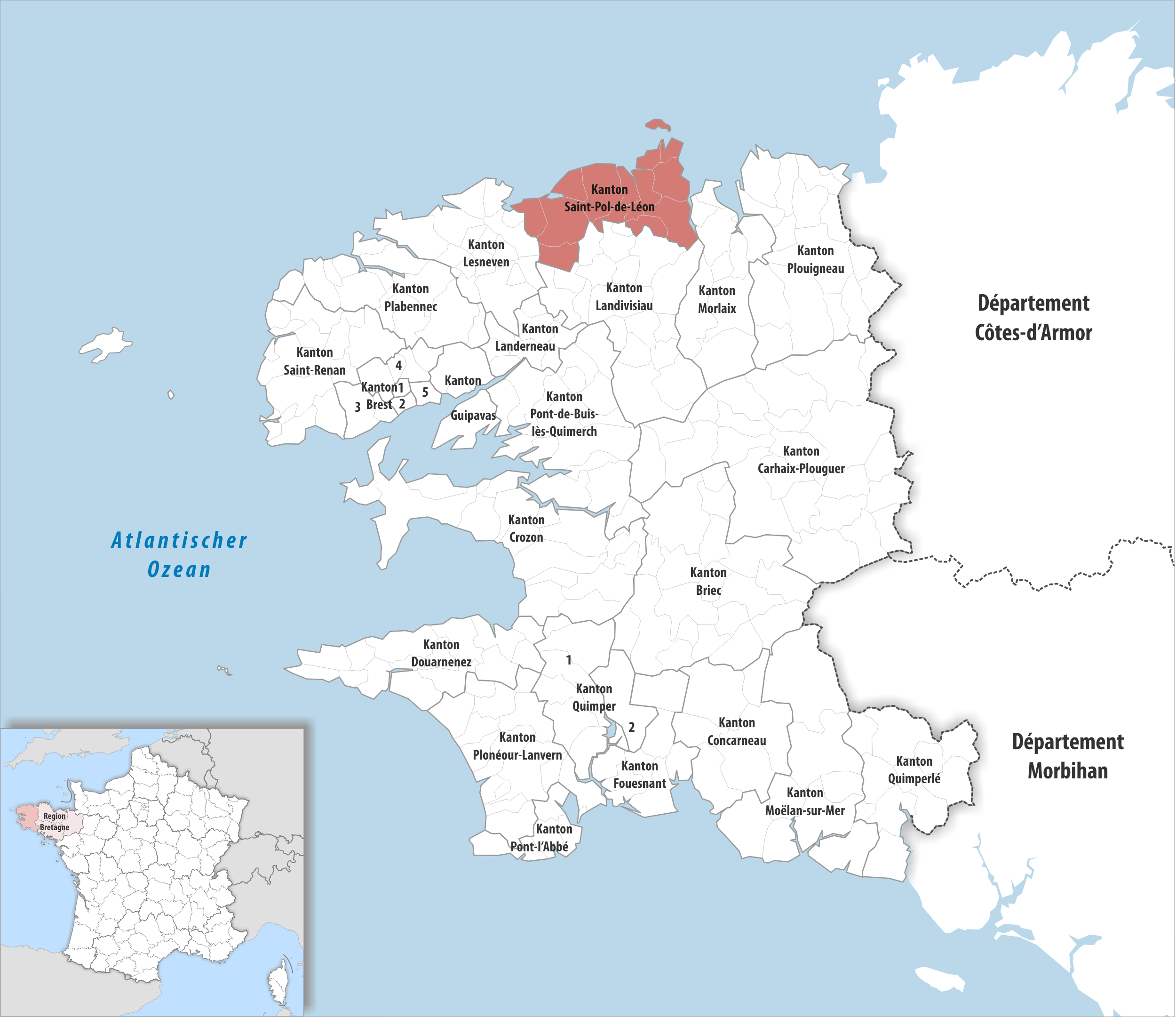
Karte der Bretagne (Finistere)

Dem Netzwerk gehörten über 120 Mitglieder an. Mehr als die Hälfte der Mitglieder des Réseaus starben (erschossen, gefoltert oder deportiert) im 2. Weltkrieg. Viele von Ihnen waren Ärzte oder Apotheker. Geographisch erstreckte sich das Netzwerk auf ganz Frankreich. Aber ein Schwerpunkt lag im Westfrankreich-Sektor (Normandie und Bretagne). Die Sektor Bretagne ist noch in 2 Teilsektoren aufgeteilt. Der Teilsektor 1 umfasste das Gebiet Dinard / Saint-Brieuc und der Teilsektor 2 umfasste das Gebiet Saint-Brieuc / Roscoff. Später wurden auch regionale Gruppen/Netzwerke in Brest, Quimperlé und Pontivy gegründet.

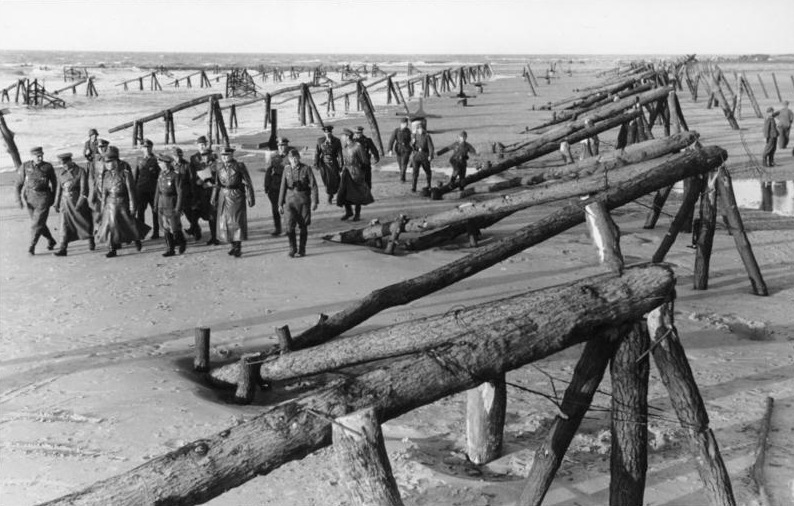
Atlantikwall (Inspektion von Hemmbalken am Atlantikwall, April 1944)

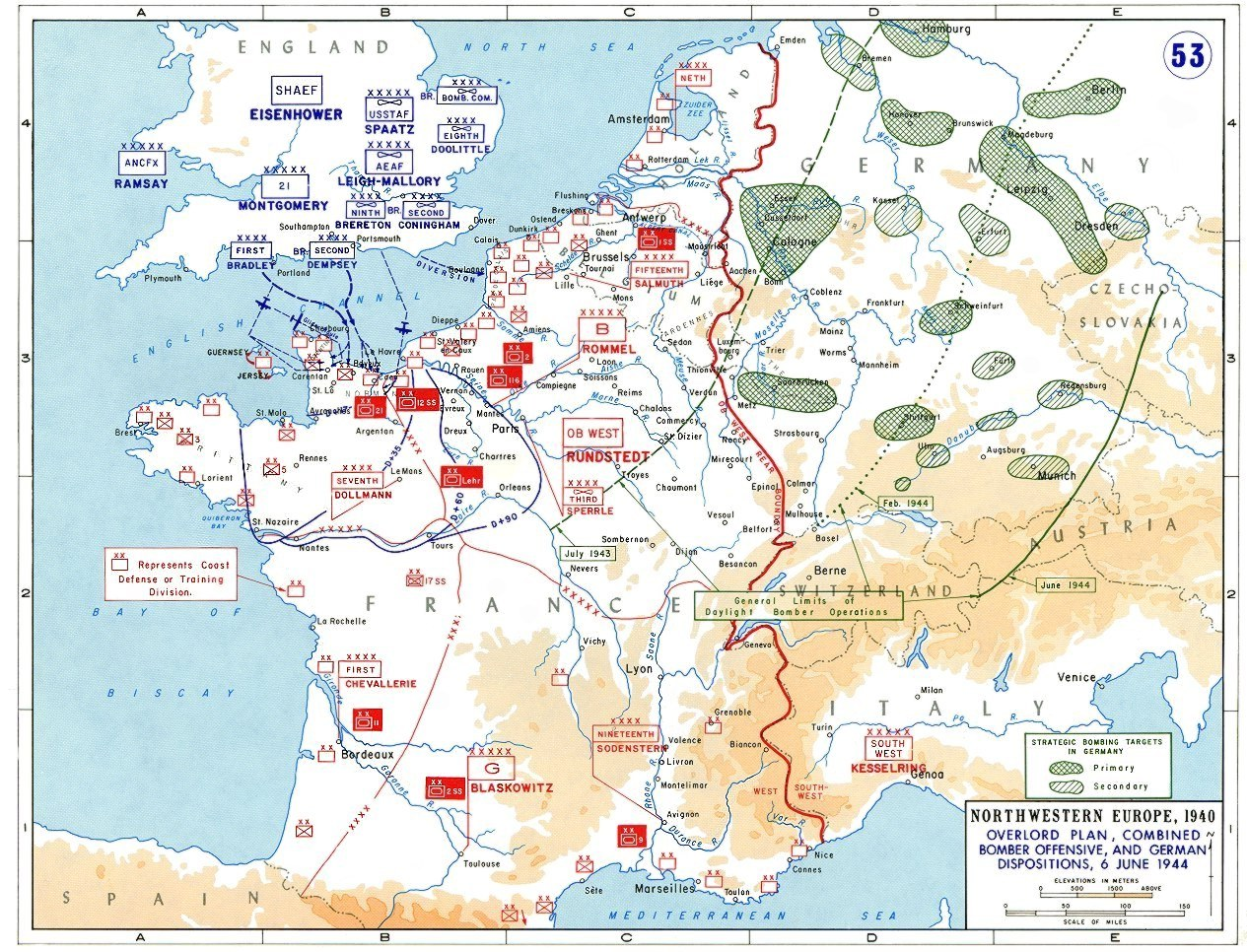
Overlord Plan

Nach dem Beginn des Baus des Atlantikwalls durch das Dritte Reich versuchten die Westalliierten bereits am 19. August 1942 erfolglos im Rahmen der Operation Jubilee eine kurzfristige Landung im Hafen von Dieppe in Nordfrankreich durchzuführen. Nachdem die Operation Jubilee gescheitert war, baten die englischen Geheimdienste das Netzwerk um Informationen über gute Wege zum Überqueren des Walls. Die Mitglieder stellten für die Agenten falsche Papiere her, um einfacher in die Nähe des Atlantikwalls zu kommen und die möglichen Löcher im Wall zu orten und gefährliche Hindernisse zu erkennen. Das Netzwerk schaffte es sich über 3.000 Dokumente über den Atlantikwall (siehe auch Operation Overlord) zu besorgen und an die Britischen Geheimdienste weiterzugeben. Besonders René Duchez, ein Maler/Anstreicher und Raumausstatter, gelang es viele Dokumente im Rahmen eines Tapezierauftrages für die Organisation Todt zu stehlen. Darunter war eine Übersicht/Karte über fast alle Verteidigungsanlagen, Unterwasserhindernisse, Absperrungen an den Stränden, einige Minenfeldpassagen (echte und falsche). Der Film „Le Mur de l'Atlantique“ (Originaltitel: The Atlantic Wall) beschreibt diese Meisterleistung über die Beschaffung der Dokumente sehr anschaulich.
Die Gestapo verhaftete nach einem Verrat am 26. Juni 1944 18 Mitglieder des Geheimdienstnetzwerkes. Eugène Bernard, Joseph Combot, Jean Grall, André Hamon, Alain Kerguinou, Jean L'Hostis, Paul Le Bigot, Claude Le Guen, Yves Morvan, Germain Léaustic, Georges Leclair, Jean Long, Jean Mériadec, Jean Pleyber, François Stephan, Joseph Tanguy, Charles Thébaud und Joseph Trividic wurden zuerst in Morlaix und wenige Zeit später in Brest inhaftiert. Danach verliert sich ihre Spur. Ihre sterblichen Überreste wurden erst 17 Jahre nach Kriegsende 1962 in Brest (Bouguen-Plateau) entdeckt. Hier finden Sie eine Liste der Mitglieder des Réseau Centurie.
Auch die anderen Widerstandsbewegungen hatten ihre eigenen Geheimdienst-Netzwerke. Die Ceux de la Résistance (CDLR) nutzte zum Beispiel das Réseau Ceux de la Manipule.

### Gruppe
Résistance in Brest (französisch) / Liste der Mitglieder in "Maitron" (französisch) / Widerstand in Pas-de-Calais (französisch)

### Personen
Louis Le Sann (französisch) / Jean Maze (französisch) / John Cadio (französisch) / Georges Fery (französisch) / Eugène D'Hallendre (französisch) / Jacques Bertin de la Hautière (französisch) / René Duclos (französisch) / René Duchez (französisch)